# Władimir Wiertiporoch
Władimir Iwanowicz Wiertiporoch (ros. Владимир Иванович Вертипорох, ukr. Володимир Іванович Вертипорох, ur. 26 grudnia 1914?/8 stycznia 1915 w Berdiańsku, zm. 15 lutego 1960 w Pekinie) – funkcjonariusz radzieckich służb specjalnych, generał major.

## Życiorys
Był Ukraińcem. Uczył się w szkole uniwersytetu fabryczno-zawodowego, od 1932 pracował jako ślusarz w fabryce im. 1 Maja w Bierdiańsku, od 1933 do 1938 studiował w Moskiewskim Instytucie Chemiczno-Technologicznym, po ukończeniu którego został skierowany do pracy w NKWD. Od listopada 1938 był pełnomocnikiem operacyjnym Oddziału 4 Wydziału 2 Głównego Zarządu Ekonomicznego NKWD ZSRR, później starszym pełnomocnikiem operacyjnym Oddziału 7 i od 1940 zastępcą szefa Oddziału 6 Wydziału 1 Głównego Zarządu Ekonomicznego. W 1939 został komenderowany na Daleki Wschód, później w październiku i listopadzie 1939 prowadził pracę agenturalną wśród polskich jeńców w obozie w Ostaszkowie. Po ataku Niemiec na ZSRR w składzie Grupy Specjalnej przy ludowym komisarzu spraw wewnętrznych ZSRR zajmował się organizowaniem podziemia komunistycznego na tyłach wroga, wyjeżdżając do Homla i Kijowa, później pracował w Zarządzie 1 NKWD ZSRR. W 1941 został członkiem WKP(b). W latach 1942–1943 był rezydentem NKWD w Meszhedzie (Iran), a od 1943 do 1947 rezydentem NKGB/MGB w Meszhedzie, zajmował się m.in. zapewnianiem bezpieczeństwa konferencji w Teheranie. Później pracował w Komitecie Informacji, od 1948 do listopada 1951 był rezydentem KI w Tel Awiwie, a od listopada 1951 do marca 1953 rezydentem MGB w Tel Awiwie, po powrocie do ZSRR w marcu 1953 został zastępcą szefa Wydziału 7 Drugiego Głównego Zarządu MWD ZSRR. Od czerwca 1953 do marca 1954 był szefem Wydziału 4 Drugiego Głównego Zarządu MWD ZSRR, od marca do lipca 1954 szefem Wydziału 4 Pierwszego Głównego Zarządu KGB ZSRR, od lipca 1954 do kwietnia 1955 p.o. zastępcy szefa tego zarządu, od kwietnia 1955 do 1957 szefem Wydziału 13 Pierwszego Głównego Zarządu KGB i od 1957 do końca życia starszym doradcą KGB przy Ministerstwie Bezpieczeństwa Chin. Od 1956 miał stopień generała majora. Został pochowany na Cmentarzu Nowodziewiczym. Był odznaczonym Orderem Lenina i Orderem Czerwonej Gwiazdy.